# Sinfonia d'autunno
Sinfonia d'autunno (in tedesco Herbstsonate; in svedese Höstsonaten) è un film del 1978 di Ingmar Bergman, tratto da un testo teatrale dello stesso cineasta; di produzione congiunta svedese e, per ragioni fiscali, tedesco-occidentale, fu l'ultimo film realizzato per il cinema da Bergman; i successivi lavori, seppur usciti in sala, furono concepiti originariamente per la televisione.
Per la prima e unica volta nella sua carriera professionale Ingmar Bergman diresse la sua omonima, e altrettanto famosa, Ingrid Bergman, affiancata sulla scena da altri artisti già noti al regista, prima tra tutte Liv Ullmann (Sussurri e grida, L'immagine allo specchio), nell'occasione accompagnata dalla di lei (e dello stesso Bergman) figlia Linn, all'epoca undicenne; Gunnar Björnstrand (Il settimo sigillo) o ancora Erland Josephson (Verso la gioia, Scene da un matrimonio).

## Trama
Viktor, un pastore protestante, e la moglie Eva vivono in un villaggio tra i fiordi della Norvegia. Eva, una donna molto sensibile e piena di fede, ha perduto il suo bambino prima che compisse quattro anni e da due si prende cura della sorella disabile Helena, che la madre aveva precedentemente messo in una casa di cura. Eva ha invitato a trascorrere una vacanza a casa sua la madre Charlotte, una famosa pianista che da poco tempo ha perso il suo compagno Leonardo, morto in una clinica dopo una lunga malattia, e che Eva non vede da sette anni.
Arriva la madre, molto vivace malgrado il recente lutto ma stanca del viaggio, che si lamenta subito per il mal di schiena e chiede alla figlia di avere per la notte una tavola da mettere sotto il materasso, e poi, informata da Eva che Helena si trova nella stanza accanto e vive in quella casa da due anni, cosa di cui ella non era a conoscenza e che la stupisce, va a vedere l'altra figlia, che le rivolge solamente alcuni suoni gutturali, dai quali Charlotte è molto turbata.
Intanto Eva parla col marito Viktor e Charlotte si veste per la cena, indossando un abito rosso, come la figlia prevede. Dopo la cena Charlotte viene chiamata al telefono da Paul, il suo agente, che le parla dei suoi prossimi impegni concertistici; Charlotte poi invita la figlia a suonare al pianoforte, il preludio n. 2 di Chopin. Terminata l'esecuzione di Eva, la madre le dà dei consigli, che suonano però come critiche, e, infine, suona magistralmente lo stesso pezzo.
Charlotte raggiunge Eva nella stanza di Erik, il suo bambino morto affogato, ed Eva le confida i suoi pensieri sul figlio, e le dice di sentire tuttora la presenza fisica del bambino, che continua a vivere dentro di lei.
Viktor e Charlotte parlano dei problemi della figlia ed Eva, saputolo, rimprovera la madre per la sua interferenza. Più tardi, riprendendo il discorso, madre e figlia discutono in modo acceso, rinfacciandosi i reciproci torti. Eva accusa la madre di averla trascurata, di averla fatta abortire, di aver tradito il marito e di essere stata la causa del peggioramento di Helena, di aver vissuto solo per sé stessa, pretendendo l'amore dalle persone che le erano accanto ma senza dar nulla in cambio. Charlotte, dopo un vano tentativo di difendersi, le chiede di perdonarla, ma Eva risponde che non può.
Paul va a prendere Charlotte, che è rimasta in casa della figlia solamente ventiquattro ore, e l'accompagna sul treno. Charlotte ringrazia Paul per averla portata via dalla figlia; nel frattempo Eva, addolorata, si trova davanti alla tomba del figlio.
Infine Eva scrive alla madre una lettera, nella quale le chiede perdono per averla fatta soffrire.

## Analisi del film
Il titolo originale del film, Höstsonaten, parla di una sonata, e non di una sinfonia com'è stato tradotto in italiano; e proprio la parola sonata fa comprendere il taglio che Bergman vuol dare alla sua opera. Se infatti una sinfonia viene composta per l'orchestra, una sonata è un brano per strumenti, così come i personaggi del film, che sono dei solisti che si confrontano.
Il film venne criticato da alcuni per una certa incompiutezza nella forma e per l'estrema concisione, ma ebbe anche critiche molto positive e, come scrive Paolo Valmarana, il film "è bergmaniano per eccellenza, forse il più bergmaniano di tutti, nel suo ridurre al minimo ogni mediazione tradizionalmente cinematografica per lasciare al dramma il massimo di spazio e di evidenza e il minimo di inquinamento".
Piera Detassis ha definito il film "Un bisturi che affonda le sue lame in uno dei sentimenti più nobili dell'essere umano: l'amore filiale".

## Riconoscimenti
- 1979 - Premio Oscar
  - Candidatura Migliore attrice protagonista a Ingrid Bergman
  - Candidatura Migliore sceneggiatura originale a Ingmar Bergman
- 1979 - Golden Globe
  - Miglior film straniero
  - Candidatura Migliore attrice in un film drammatico a Ingrid Bergman
- 1979 - Premio César
  - Candidatura Miglior film straniero a Ingmar Bergman
- 1979 - David di Donatello
  - Migliore attrice straniera a Ingrid Bergman e Liv Ullmann
- 1979 - Nastro d'argento
  - Regista del miglior film straniero a Ingmar Bergman
- 1978 - Los Angeles Film Critics Association Awards
  - Candidatura Miglior film in lingua straniera a Ingmar Bergman
  - Candidatura Miglior attrice protagonista a Ingrid Bergman
- 1978 - National Board of Review Awards
  - Miglior film straniero
  - Miglior regista a Ingmar Bergman
  - Miglior attrice a Ingrid Bergman
  - Migliori film stranieri
- 1978 - New York Film Critics Circle Awards
  - Miglior attrice protagonista a Ingrid Bergman[4]
  - Candidatura Miglior film in lingua straniera
  - Candidatura Miglior regia a Ingmar Bergman
- 1979 - National Society of Film Critics Awards
  - Migliore attrice a Ingrid Bergman
- 1979 - Premio Bodil
  - Miglior film europeo ad Ingmar Bergman[5]
- 1978 - Semana Internacional de Cine de Valladolid
  - Candidadtura Albo d'oro al miglior film a Ingmar Bergman
- 1979 - Jupiter Award
  - Candidatura Miglior attrice internazionale a Liv Ullmann

## Curiosità
- Nel 1973 l'attrice Ingrid Bergman era presidente della giuria del Festival di Cannes mentre il regista Ingmar Bergman presentava fuori concorso il film Sussurri e grida. Come aveva fatto anni prima con il regista italiano Roberto Rossellini la Bergman inviò un biglietto al regista facendogli presente che era interessata a lavorare con lui. La collaborazione divenne realtà solo con questo film ma stando alle testimonianze di diverse persone l'incontro tra i due artisti non fu per nulla facile e soprattutto riguardo alle scene finali del film ci furono accese discussioni. La pellicola fu anche l'ultima fatica cinematografica dell'attrice.
- A causa di problemi con il fisco svedese il regista preferì lavorare fuori dal suo paese: la produzione venne infatti affidata alla società tedesca creata qualche anno prima dal regista, la PersonaFilm, con contributi britannici, mentre le riprese ebbero luogo in uno studio cinematografico norvegese. Si tratta quindi di una produzione tedesca ma girata in svedese e di cui anche la prima ebbe luogo a Stoccolma.
- Nel ruolo di Eva bambina recita Linn Ullmann, figlia del regista e dell'attrice protagonista Liv Ullmann, al tempo sua compagna.
- Nel film, dopo aver eseguito il preludio n. 2 di Fryderyk Chopin, Eva insiste per avere il parere della madre. Charlotte le dice: "Avresti dovuto seguire un po' di più le indicazioni di Cortot" (Alfred Cortot è stato un insigne pianista e didatta, curatore di un'edizione dell'opera omnia di Chopin corredata di un vastissimo apparato di esercizi preparatori e suggerimenti volti al superamento delle problematiche tecniche e musicali), mentre sul leggio del pianoforte si riconosce chiaramente il volume dei preludi di Chopin nell'edizione curata da Ignacy Paderewski.
- La trama del film viene dettagliatamente raccontata dalla protagonista di un altro film, Tacchi a spillo di Pedro Almodóvar del 1991. I due film, infatti, hanno molti punti in comune.

## Titoli con cui è stato distribuito
- Sonata de Outono, Brasile, Portogallo
- Sonata de otoño, Spagna, Venezuela
- Sonate d'automne, Canada (titolo francese), Francia
- Autumn Sonata, Stati Uniti d'America
- Fthinoporini sonata, Grecia
- Høstsonaten, Danimarca
- Herbstsonate, Germania Ovest
- Herfstsonate, Paesi Bassi
- Jesienna sonata, Polonia
- Sonata otoñal, Argentina
- Syyssonaatti, Finlandia

## Teatro
In Italia il testo teatrale all'origine del film è stato allestito più volte: la prima, a poche settimane dalla morte di Bergman, fu nel settembre 2007, al Crt Teatro dell'Arte di Milano con la compagnia “La rabbia giovane”, il titolo originale Sonata d'autunno e la regia di Federico Olivetti, primo a chiedere i diritti ai detentori svedesi.
Il lavoro è stato poi proposto anche con grandi nomi della scena nazionale nei ruoli delle protagoniste Charlotte e Eva: per esempio Rossella Falk e Maddalena Crippa (stagione 2007-2008 e  ripresa nella seguente), Anna Maria Guarnieri e Valeria Milillo dirette da Gabriele Lavia (2014-2015) - in entrambi i casi usando il titolo italiano del film.